# Domina (cépage)
Pour les articles homonymes, voir Domina.
Le domina est un cépage noir. Il s'agit d'une création de Peter Morio datant de 1927 à partir d'un croisement de portugais bleu et de pinot noir pour l'Institut für Rebenzüchtung Geilweilerhof à Siebeldingen (Palatinat) en Allemagne.
L'espèce résiste bien au froid. Les vins sont très foncés, appropriés comme vin de couverture, pleins et riches sur extrait avec une haute concentration en tanin. On la trouve avant tout en Franconie. En 2006, la surface cultivée en Allemagne s'est montée à 395 hectares. En Belgique, il est autorisé pour les AOCs flamandes Hageland et Haspengouw.